# Салангана гімалайська
Саланга́на гімалайська (Aerodramus brevirostris) — вид серпокрильцеподібних птахів родини серпокрильцевих (Apodidae). Мешкає в Гімалаях і Південно-Східній Азії.

## Опис
Довжина птаха становить 13-14 см, розмах крил становить 35 см, вага 12,5-13 г. Верхня частина тіла темно-коричнева, на надхвісті світло-сіра смуга, нижня частина тіла рівномірно блідо-сіра. Стегна білі, майже неоперені. У молодих птахів є більше білих контурних пер, смуга на надхвісті у них менш виражена, стегна ще менш оперені.
У представників номінативного підвиду на надхвісті помітна сірувато-коричнева смуга, довжина крила у них становить 123-132 мм. Представники підвиду A. b. innominatus вирізняються більш темною смугою на надхвісті, майже непомітною на темній верхній частині тіла. Махові і стернові пера у них мають легкий синій або зелений відблиск, довжина крила становить 132-141 мм. У представників підвиду A. b. rogersi довжина крила становить 116-128 мм.
В польоті птахи видають різкий щебет або швидкий, гучний тріск. Також вони використовують короткі тріскучі звуки для ехолокації в печерах.

## Підвиди
Виділяють три підвиди:
- A. b. brevirostris (Horsfield, 1840) — Гімалаї, Північно-Східна Індія, південь Китаю і північ М'янми;
- A. b. innominatus (Hume, 1873) — від Центрального Китая до північного В'єтнаму;
- A. b. rogersi (Deignan, 1955) — східна М'янма, північний і західний Таїланд, північний Лаос і північний В'єтнам.

Вулканійські салангани раніше вважалися підвидом гімалайської салангани, однак були визнані окремим видом.

## Поширення і екологія
Гімалайські салангани гніздяться в Індії, Непалі, Бутані, Китаї, М'янмі, Таїланді, Лаосі і В'єтнамі. Північні популяції взимку мігрують в на південь, досягаючи Бангладеш і Малайзії. Високогірні популяції Гімалаїв взимку мігрують в долини. Гімалайські салангани живуть у високогірних районах, переважно в порослих лісом річкових долинах, на висоті від 1500 до 1475 м над рівнем моря. Живляться комахами, яких ловлять в польоті. Зазвичай вони утворюють зграї до 50 птахів. однік іноді вони можуть нараховувати 300-500 птахів. 
Сезон розмноження у гімалайських саланган триває з квітня по червень. Ці птахи гніздяться в печерах або в тріщинах серед скель і формують гніздові колонії. Гніздо робиться з моху та іншого рослинного матеріалу, скріплюються за допомогою слини. В кладці 2 білих яйця розміром 21,8×14,6 мм. Інкубаційний період триває 28 днів. Насиджують переважно самиці, іноді також самці. Пташенята покидають гніздо через 27 днів після вилуплення, після чого ще 4-5 днів вчаться літати.